# 關切人
关切人（西班牙語：Guanches），又译古安切人，是加那利群岛的原住民。严格来说，关切人是指特内里费岛上的原来的居民，那里的居民被认为在西班牙征服时代以前保持了人种的纯粹性，但是这个名字被用于所有群岛上的本土住民。以民族角度看来，关切人已灭亡。从对目前发现的遗骨看来，该民族类似第四纪的克罗马农人。 同时，他们也是柏柏尔人的一支，对于此点，并没有有力的反证。
从上古时期开始，柏柏尔人就是从埃及边境到大西洋的整个北非地区的居民。老普林尼从毛里塔尼亚国王朱巴的档案中得知，当航海家汉诺率领迦太基人发现加那利群岛的时候，该群岛无人居住，但是探险者们发现了巨大建筑的废墟。这说明关切人可能并非群岛的首批原住民。当西班牙人接触到这个民族的时候，并没有发现任何伊斯兰影响的痕迹，这说明，柏柏尔人西迁至加那利群岛的时间应该是在老普林尼的时代和阿拉伯人征服北非之间。许多关切人在抵抗西班牙人时被杀害，许多人被卖为奴隶，还有一部分人皈依了罗马天主教，并与西班牙人通婚，从而被同化。

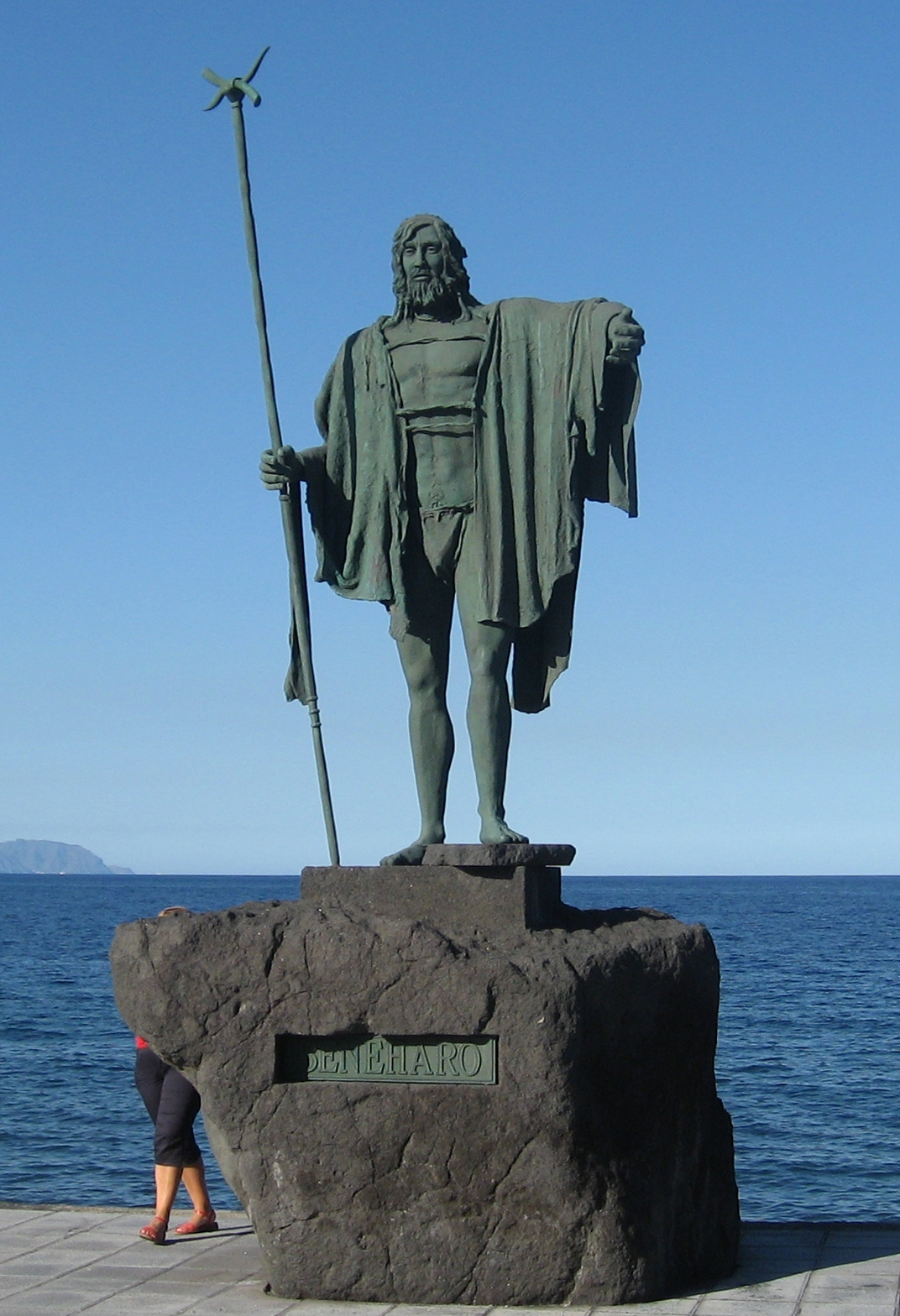
特内里费岛上阿纳加关切王国首领贝内阿罗的雕像
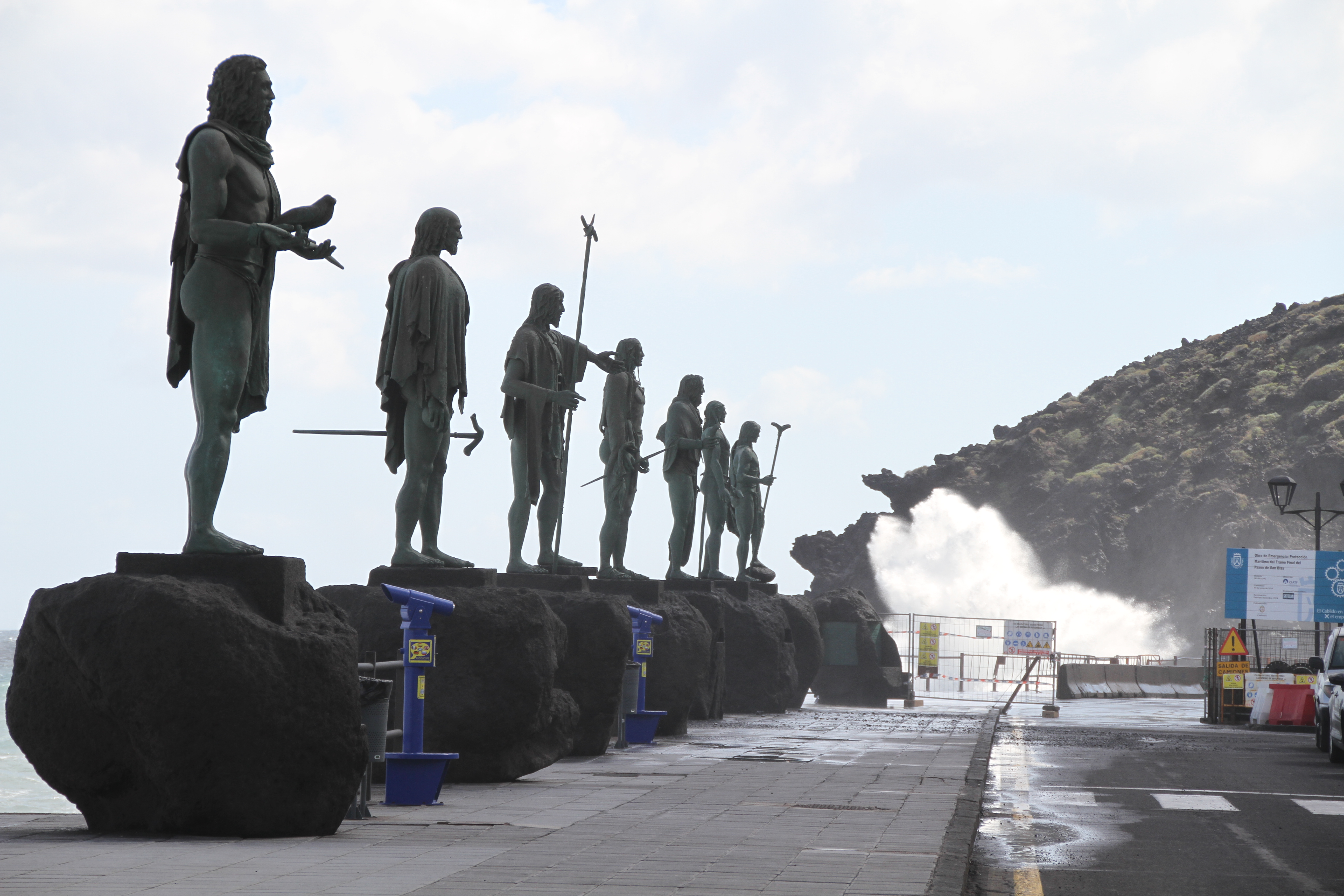
位于坎德拉里亚市镇上的九位关切王国首领的雕像
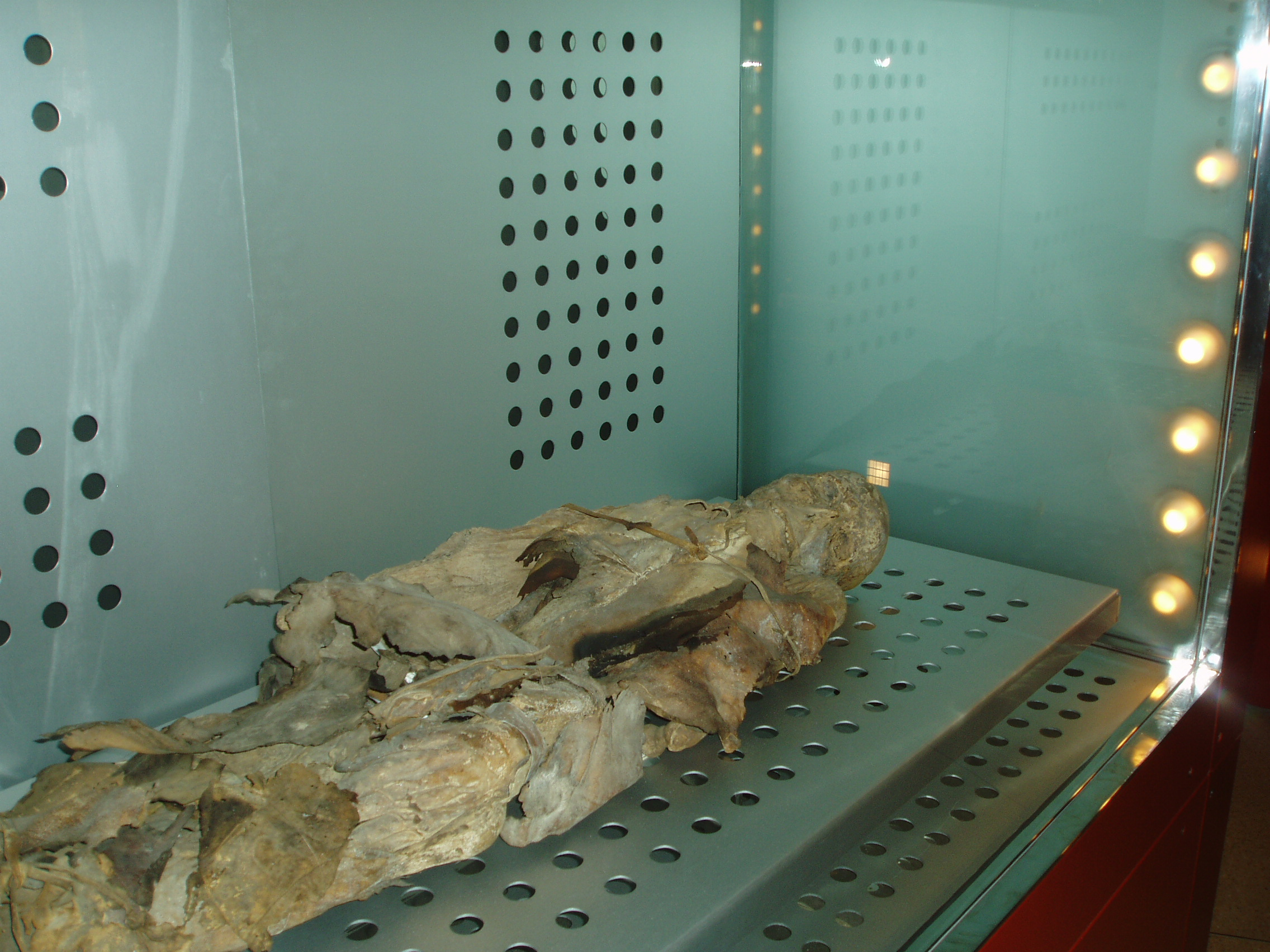
在自然与人类博物馆里的关切人木乃伊
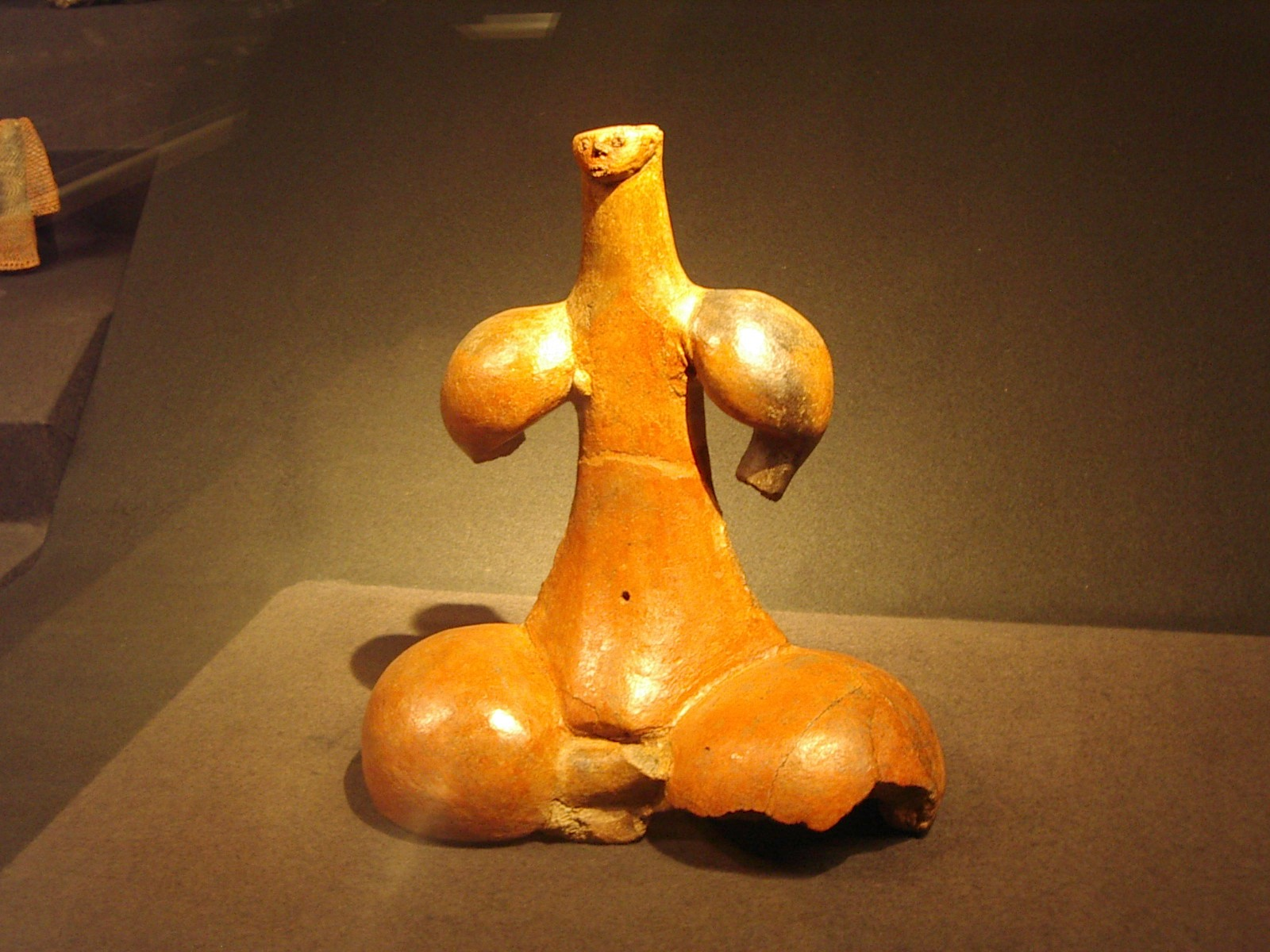
在特尔德出土的关切人的供奉偶像